# NGC 6462
NGC 6462 (również PGC 60790) – galaktyka spiralna (S), znajdująca się w gwiazdozbiorze Smoka. Odkrył ją Lewis A. Swift 5 czerwca 1885 roku.
W galaktyce tej zaobserwowano supernową SN 2005ao.